# Carambola (jogo)
Carambola é uma denominação de um certo tipo de jogo de bilhar. Um jogador consegue uma carambola quando, batendo sua bola com o taco, conseguir acertar as outras duas existentes na mesa.
Dependendo das regras do jogo pode haver restrições para se conseguir a carambola. As mais conhecidas são os jogos de 1-banda e de 3-bandas. No jogo de 1-banda, a bola deve, antes de tocar na segunda bola bater, pelo menos, uma vez em uma banda lateral da mesa. No jogo 3-bandas, deve tocar, no mínimo 3 vezes.
Em várias regiões do Brasil, principalmente no Nordeste, o próprio jogo de bilhar é chamado de carambola. Pode ser chamado também de três tabelas.
Também é chamado carambola ao jogo com três bolas, jogado na mesa de sinuca, onde pontua-se carambolando (2 pontos), encaçapando ou visprando (n)a bola do adversário, que vai para a mão do mesmo (2 pontos) ou encaçapando ou visprando (n)a bola vermelha (3 pontos). O objetivo do jogo é fazer 50 pontos exatos. A cada erro (não bater em qualquer bola) perde-se 1 ponto, até obter 40 pontos (depois disso não se perde ponto mais). Se o jogador obtiver 49 pontos ou mais de 50 perde a partida.
Existe uma grande variedade de disciplinas de bilhar de carambola. Alguns dos mais prevalentes hoje e historicamente são (cronologicamente por data aparente de desenvolvimento): linha reta, carambola de almofada, balkline, bilhar de três almofadas e bilhar artístico.